# 盘香路站
盘香路站是南通轨道交通1号线的地铁车站，位于中华人民共和国江苏省南通市崇川区崇川路与盘香路交叉口地下，于2022年11月10日开通。

## 车站结构
盘香路站沿崇川路设置，呈东西走向，车站长203米，宽20.7米，为地下两层岛式站台车站。车站地下一层为站厅层，地下二层为站台层。
| 地面              | 出入口 | 1-3出入口                                                                                               |
| 地下一层          | 站厅   | 客服中心、自动售票机、验票机                                                                            |
| 地下二层          | 站台层 | \| \| \| 1号线往平潮（南通大学） \| \| 島式 · 開左邊车门 \| \| \| \| \| \| 1号线往振兴路（崇州大道） \| |
|                   |        | 1号线往平潮（南通大学）                                                                                 |
| 島式 · 開左邊车门 |        | |
|                   |        | 1号线往振兴路（崇州大道）                                                                               |

## 车站出口
盘香路站共设3个出口，各出口及周围设施如下所示：
| 编号                | 周边信息                                                                           | 照片 | 无障碍设施 |
| ------------------- | ---------------------------------------------------------------------------------- | ---- | ---------- |
| 1 · 出口            | 盘香路，崇川路，世纪大道，通富北路，通富北路高架，中南世纪花城，南通市第一人民医院 |      | 不適用     |
| 2 · 出口 · （设有） | 崇川路，盘香路，世伦路，世纪大道，中南世纪花城，南通创源科技园                     |      |            |
| 3 · 出口            | 崇川路，南通大学                                                                   |      | 不適用     |
| 图例： 设有         |                                                                                    |      |            |

## 接驳交通

### 公交车
- 崇川路盘香路口：28路、78路、83路、95路、616路、868路
- 崇川路通富路西：8路、28路、78路、95路、616路、868路

## 车站历史
- 2018年7月20日，车站地下连续墙竣工[3]。
- 2022年11月10日，随1号线一期工程通车一同开通[1]。